# Johan Eurén
Johan Eurén (n. 18 mai 1985, Göteborg, Suedia) este un luptător ce a reprezentat Suedia, medaliat olimpic. A participat la 2 ediții ale Jocurilor Olimpice (2012, 2016) în care a câștigat o medalie de bronz.